# ۱۸۶۳
سال ۱۸۶۳ (هزار و هشتصد و شصت و سه) میلادی، سالی از دهه ۱۸۶۰ در سده ۱۹ میلادی بود.

## زادروزها
- ۱ ژانویه - پیر دو کوبرتن، بنیانگذار المپیک نوین (درگذشته ۱۹۳۷)
- ۱۲ ژانویه - ویوکاناندا، راهب و فیلسوف هندی (د. ۱۹۰۲)
- ۱۵ ژانویه - ویلهلم مارکس، قاضی و سیاست‌مدار آلمانی (د. ۱۹۴۶)
- ۱۸ آوریل - لئوپولت برشتولت، دیپلمات اتریشی (د. ۱۹۴۲)
- ۱۱ اوت - گاستون دومرگ، سیاست‌مدار فرانسوی (د. ۱۹۳۷)
- ۲۱ سپتامبر - جان بانی، بازیگر آمریکایی (د. ۱۹۱۵)
- ۱۶ اکتبر - آستن چمبرلین، سیاست‌مدار بریتانیایی و وزیرخارجه این کشور (د. ۱۹۳۷)
- ۱۱ دسامبر - آنی جامپ کانن، ستاره‌شناس و فیزیک‌دان آمریکایی (د. ۱۹۴۱)
- ۱۲ دسامبر - ادوارد مونک، نقاش نروژی (د. ۱۹۴۴)
- ۱۸ دسامبر - آرشیدوک فرانتس فردیناند، سیاست‌مدار اتریشی و ولیعهد امپراتوری اتریش-مجارستان (د. ۱۹۱۴)

## درگذشت‌ها
- ۹ ژوئن – دوست‌محمدخان، سیاست‌مدار افغان (ز. ۱۷۹۳)
- ۲۶ ژوئیه – ساموئل هیوستون، سیاست‌مدار و وکیل آمریکایی (ز. ۱۷۹۳)
- ۱۳ اوت – اوژن دولاکروا، هنرمند و نقاش فرانسوی (ز. ۱۷۹۸)
- ۲ دسامبر – جین پیرس، سیاست‌مدار آمریکایی (ز. ۱۸۰۶)
- ۱۳ دسامبر – کریستیان فریدریش هبل، شاعر و نویسنده آلمانی (ز. ۱۸۱۳)
- ۲۴ دسامبر – ویلیام تاکری، نویسنده بریتانیایی (ز. ۱۸۱۱)